# Forse vezelkop
De forse vezelkop (Inocybe oblectabilis) is een schimmel behorend tot de familie Inocybaceae. Hij vormt ectomycorrhiza. Het voorkomen ervan wordt gemeld bij elzen, sparren, berken, linden en eiken.

## Kenmerken

### Uiterlijke kenmerken
Hoed
De hoed heeft een diameter van 2,5 tot 7 cm. De vorm is aanvankelijk halfbolvormig, daarna plat uitgespreid met een brede umbo. De hoedrand is aanvankelijk licht gekruld, daarna rechtgetrokken. Het buigt slechts zelden naar boven. Het hoedoppervlak is glad of licht vilt in het midden, licht harig, vezelig of gebarsten aan de hoedrand. De kleur varieert van donkerrood via roodbruin en kastanje tot oker. Soms bevat de hoed resten van het gordijn.
Lamellen
De lamellen zijn licht uitgesneden. In het begin zijn ze grijsbeige, dan vuilbruin en ten slotte bruinachtig met een olijftint.
Steel
De steel is cilindrisch, 3 tot 10 cm lang en 0,3 tot 1,5 cm dik. Het is vol. Aan de basis is de stee lverdikt in de vorm van een witachtige, omrande knol die diep in de grond staat. Het oppervlak is aan de bovenkant rozeachtig, aan de onderkant oker, over de hele lengte gematteerd.
Geur
Het vlees heeft een specifieke, zure geur.

### Microscopische kenmerken
De sporen zijn knobbelig en meten 9–13 × 7–8 µm. Basidia zijn 30–32 × 9–12 µm. Cheilocystidia en pleurocystidia meten 60-80 × 16-22 µm met een wand van 2 tot 4 µm dik. Ze kleuren geel in ammoniakwater. Caulocystidia zijn kleiner en meer dunwandiger.

## Verspreiding
De forse vezelkop komt voor in Noord-Amerika en Europa. In Nederland komt hij vrij zeldzaam voor.

## Fotos's

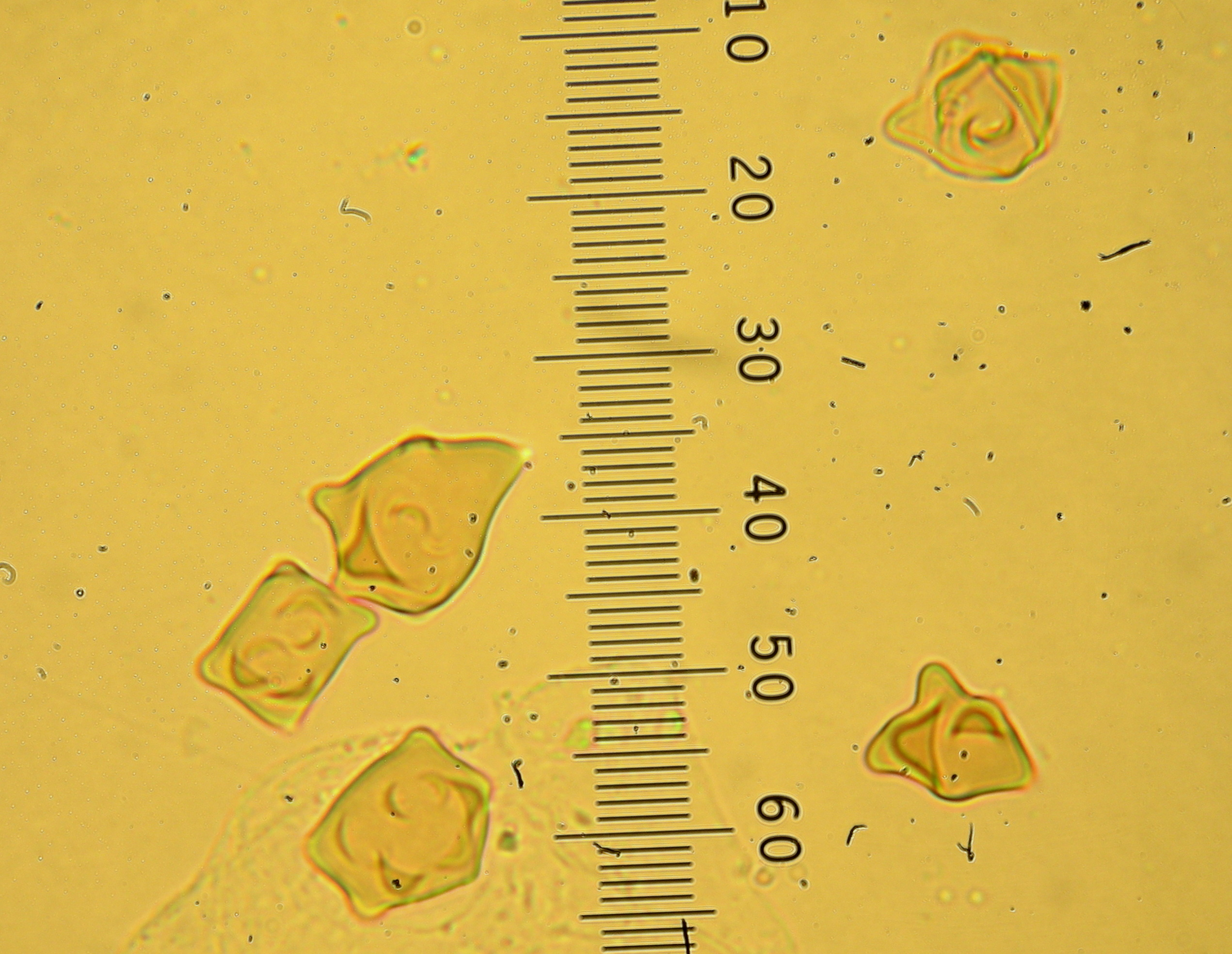
Knobbelige sporen
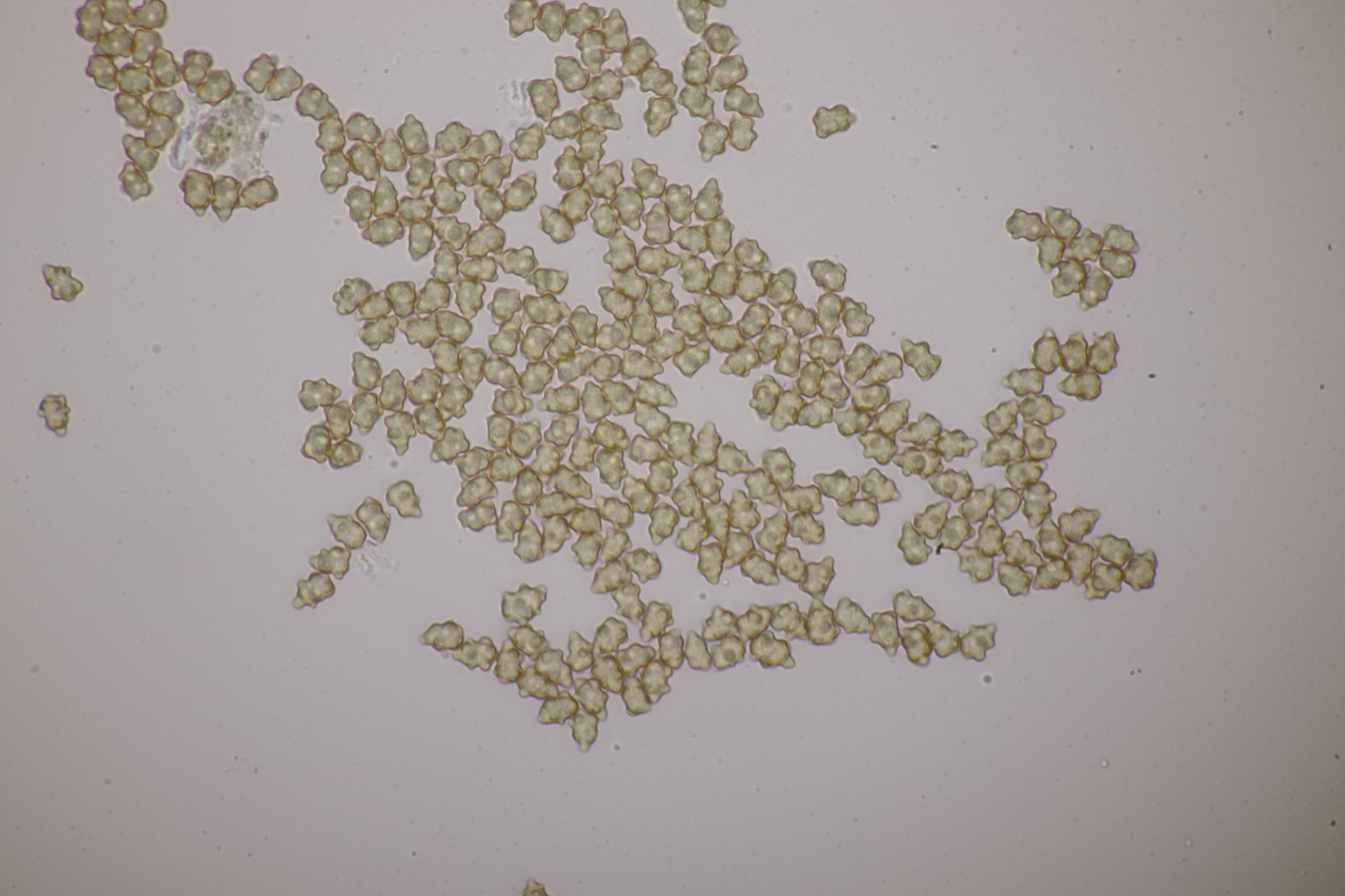
Sporen
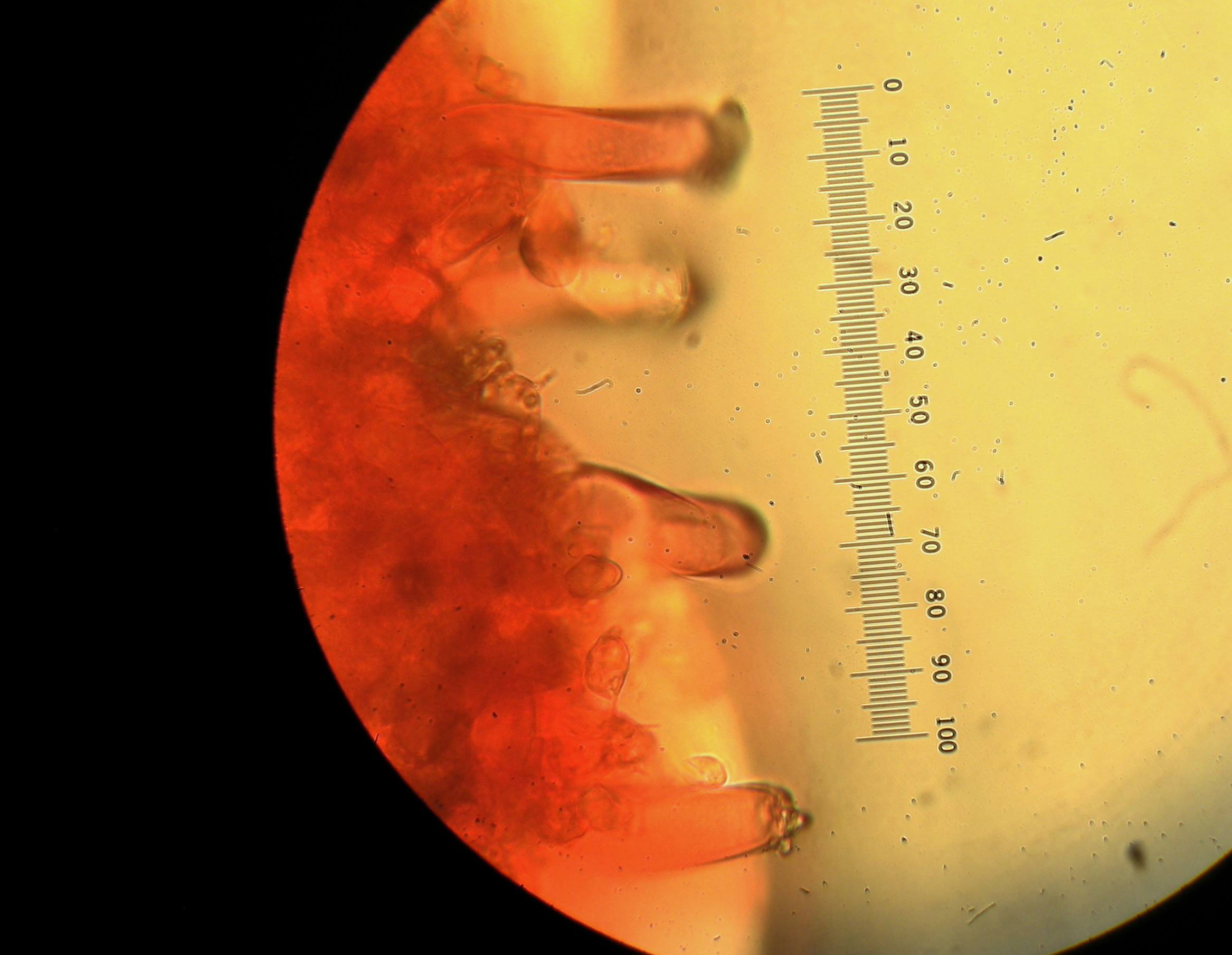
Cystidia
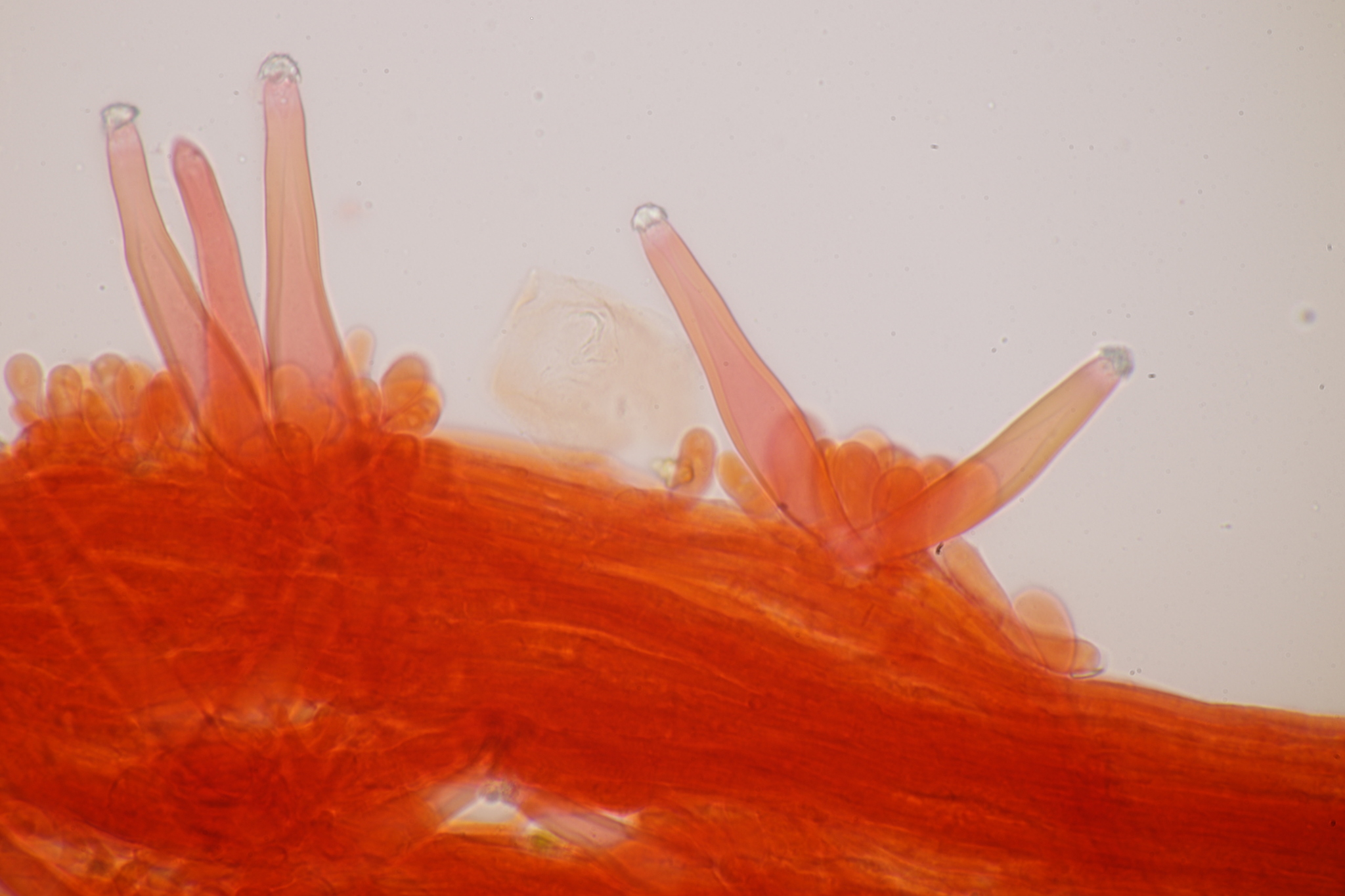
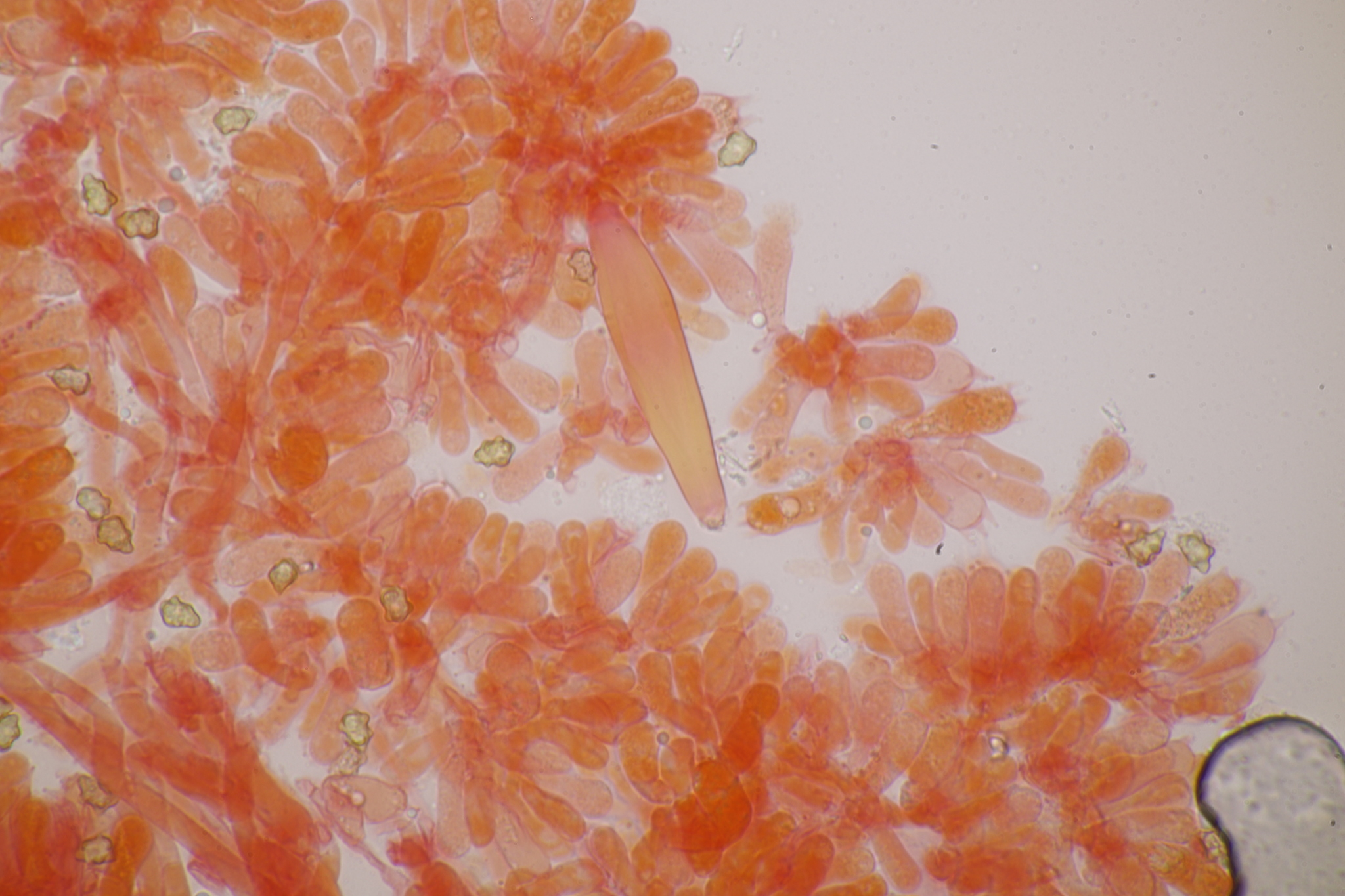
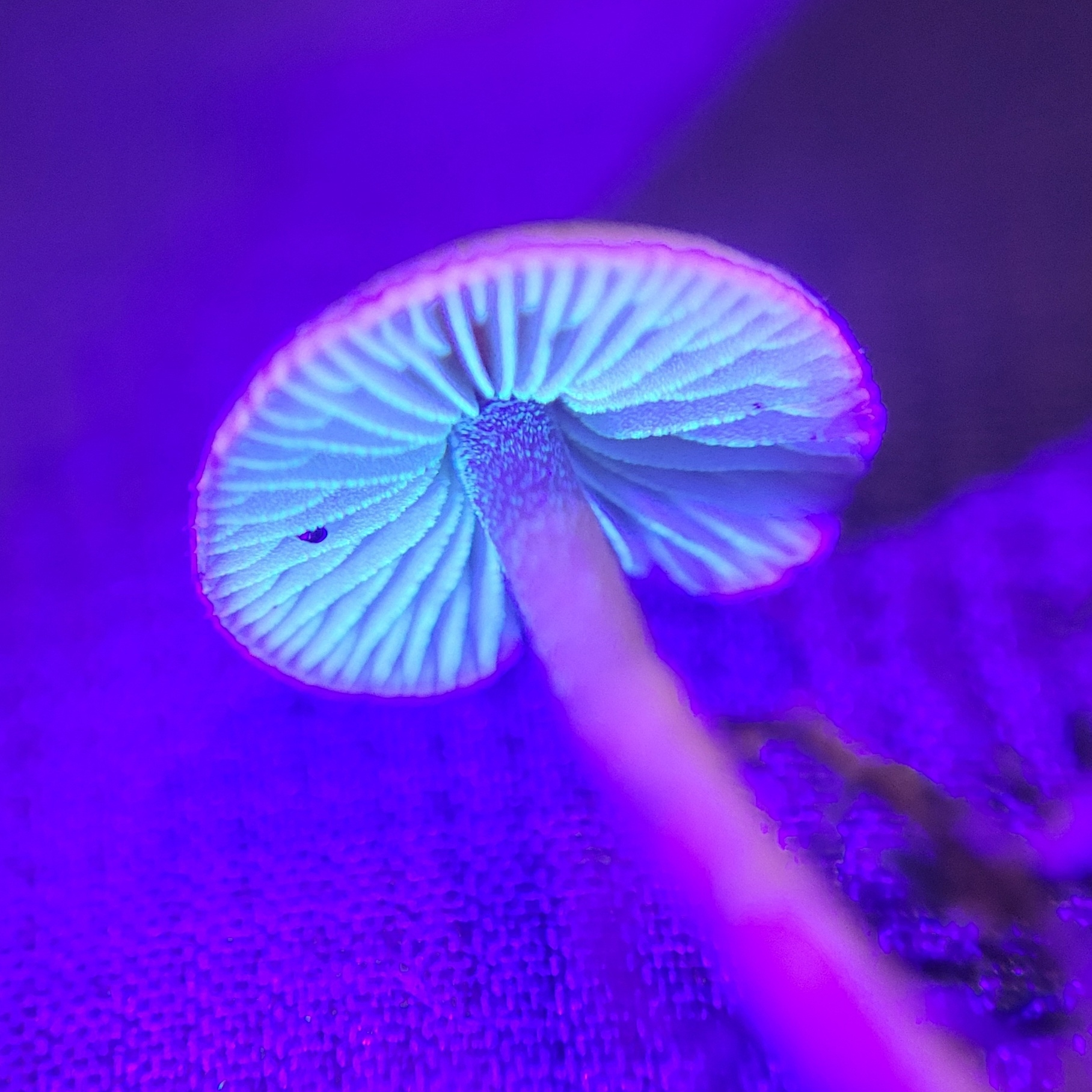
Met UV licht